# العلاقات الأيرلندية القرغيزستانية
العلاقات الأيرلندية القيرغيزستانية هي العلاقات الثنائية التي تجمع بين جمهورية أيرلندا و‌قيرغيزستان.

## مقارنة بين البلدين
هذه مقارنة عامة ومرجعية للدولتين:
| وجه المقارنة                                              | جمهورية أيرلندا                                       | قيرغيزستان                      |
| --------------------------------------------------------- | ----------------------------------------------------- | ------------------------------- |
| المساحة (كم2)                                             | 70.27 ألف                                             | 199.95 ألف                      |
| عدد السكان (نسمة)                                         | 4.76 مليون                                            | 6.20 مليون                      |
| الكثافة السكانية (ن./كم²)                                 | 67.74                                                 | 31.01                           |
| العاصمة                                                   | دبلن                                                  | بيشكك                           |
| اللغة الرسمية                                             | اللغة الأيرلندية، لغة إنجليزية، الإنجليزية الأيرلندية | اللغة الروسية، اللغة القيرغيزية |
| العملة                                                    | جنيه أيرلندي، يورو، عملات اليورو الأيرلندية           | سوم قيرغيزستاني                 |
| الناتج المحلي الإجمالي (بليون دولار)                      | 333.73 مليار                                          | 7.56 مليار                      |
| الناتج المحلي الإجمالي (تعادل القوة الشرائية) بليون دولار | 318.16 مليار                                          | 20.45 مليار                     |
| الناتج المحلي الإجمالي الاسمي للفرد دولار أمريكي          | 61.13 ألف                                             | 1.10 ألف                        |
| الناتج المحلي الإجمالي للفرد دولار أمريكي                 |                                                       |                                 |
| مؤشر التنمية البشرية                                      | 0.916                                                 | 0.655                           |
| رمز المكالمات الدولي                                      | +353                                                  | +996                            |
| رمز الإنترنت                                              | .ie                                                   | .kg                             |
| المنطقة الزمنية                                           | 00، ت ع م+01:00، أوروبا/دبلن ‏                         | ت ع م+06:00                     |

## منظمات دولية مشتركة
يشترك البلدان في عضوية مجموعة من المنظمات الدولية، منها:
| علم المنظمة | اسم المنظمة                        | تاريخ انضمام جمهورية أيرلندا | تاريخ انضمام قيرغيزستان |
| ----------- | ---------------------------------- | ---------------------------- | ----------------------- |
|             | بنك التنمية الآسيوي                | 2006                         | 1994                    |
|             | مؤسسة التنمية الدولية              | 22 ديسمبر 1960               | 24 سبتمبر 1992          |
|             | يونسكو                             | 3 أكتوبر 1961                | 2 يونيو 1992            |
|             | وكالة ضمان الاستثمار متعدد الأطراف | 27 أكتوبر 1989               | 21 سبتمبر 1993          |
|             | الأمم المتحدة                      | 14 ديسمبر 1955               | 2 مارس 1992             |
|             | الاتحاد البريدي العالمي            | ?                            | ?                       |
|             | البنك الدولي للإنشاء والتعمير      | 8 أغسطس 1957                 | 18 سبتمبر 1992          |
|             | الاتحاد الدولي للاتصالات           | 8 ديسمبر 1923                | 20 يناير 1994           |
|             | منظمة حظر الأسلحة الكيميائية       | ?                            | ?                       |
|             | مؤسسة التمويل الدولية              | 11 سبتمبر 1958               | 11 فبراير 1993          |
|             | منظمة التجارة العالمية             | ?                            | ?                       |
|             | منظمة الشرطة الجنائية الدولية      | ?                            | ?                       |
|             | منظمة الأمن والتعاون في أوروبا     | 25 يونيو 1973                | 30 يناير 1992           |

## وصلات خارجية
- موقع وزارة الخارجية الأيرلندية
- موقع وزارة الخارجية القيرغيزستانية